# Porfobilinógeno
El porfobilinógeno (PBG) es un intermediario en la biosíntesis de porfirinas. Las porfirinas son un grupo de sustancias que tienen importantes funciones en los organismos vivos, incluyendo el hombre, entre ellas la formación de hemoglobina. Las porfirinas generalmente se eliminan del organismo a través de la orina o las heces. Los niveles de porfobilinógeno en la orina están aumentados en el grupo de enfermedades hereditarias conocidas como porfirias, sobre todo en la porfiria aguda intermitente. El porfobilinógeno se sintetiza a partir de aminolevulinato por medio de la enzima porfobilinógeno sintasa y se metaboliza mediante la enzima porfobilinógeno deaminasa transformándose en hidroximetilbilano.